# Reticulidia suzanneae
Reticulidia suzanneae Valdes & Behrens, 2002 è un mollusco nudibranchio appartenente alla famiglia Phyllidiidae.

## Descrizione
Corpo giallo, con reticoli bianco-gialli in rilievo che racchiudono macchie nere. Rinofori gialli, lamellati, nessun ciuffo branchiale.